# Бедные-несчастные (роман)
«Бедные-несчастные» (англ. Poor Things) — роман британского писателя Аласдера Грея, впервые опубликованный в 1992 году. Представляет собой постмодернистскую ревизию романа Мэри Шелли «Франкенштейн». Книга была отмечена наградами Whitbread Novel Award и Guardian Fiction Prize, в 2023 году на экраны вышла её экранизация, созданная режиссёром Йоргосом Лантимосом.

## Сюжет и судьба текста
Аласдер Грей использовал в своем романе сюжет «Франкенштейна» Мэри Шелли, существенно его изменив. Учёный, который хочет создать себе идеальную спутницу жизни, находит в реке тело утонувшей девушки. Он вставляет в её голову мозг ребёнка и возвращает её к жизни, но после этого возникают непредвиденные проблемы. Героиня открывает для себя сексуальное наслаждение и сбегает из дома с любовником. Позже она узнаёт, что обладательница её тела покончила с собой из-за мужа-садиста.
«Бедные-несчастные» были удостоены престижных литературных наград — премий Whitbread Novel Award и Guardian Fiction Prize.
В 2021 году стало известно, что режиссёр Йоргос Лантимос начал работу над экранизацией романа. Сценарий написал Тони Макнамара, главные роли сыграли Уиллем Дефо и Эмма Стоун. Съёмки начались в августе 2021 года, а премьера состоялась в 2023 году.